# 天津天后宫
天津天后宫，俗称娘娘宫，是一座位于中国天津市南开区古文化街的妈祖庙。天津天后宫位于原天津老城东门外，三岔河口西岸，始建于元泰定元年（1326年），明永樂元年（1403年）重建，该建筑目前是全国重点文物保护单位，天津市文物保护单位和特殊保护等级历史风貌建筑。天津天后宫与福建省莆田市湄洲島湄洲媽祖祖廟和台湾雲林縣北港朝天宮並稱為世界三大媽祖廟。

## 历史

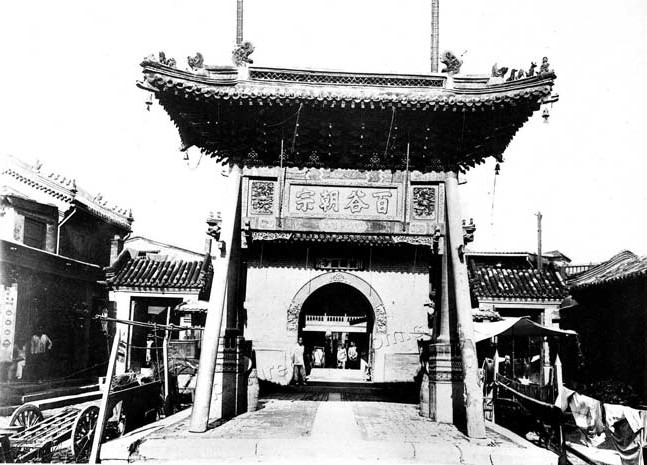
原天后宫“百谷朝宗”牌坊

天津天后宫始建于元泰定元年（1326年），并于明永樂元年（1403年）重建，清康熙二十三年（1684年）改称天后宫。天后宫最初为船工祭祀海神天妃并举行酬神演出的场所，后来，天后宫两侧的街道形成商业集市和年货市场，每逢农历三月二十三日，天后寶誕之日，天后宫都会举行天津皇会，会上会表演龙灯、高跷和旱船等民俗艺术。
文化大革命（1966-1976年）期间，天后宫被当作“四旧”而遭扫劫，前殿、牌楼和戏楼被拆毁，加之1976年唐山大地震的损坏，宫内千疮百孔，变成破烂不堪的大杂院。 1985年，天津市人民政府对天津天后宫进行居民动迁、文物修缮和博物馆建设，对天津天后宫内的海神天后媽祖、王灵官和四大金刚等神像进行复原。 1986年元旦，天津天后宫经过重建作为天津市民俗博物馆重新对外开放。2016年，天津天后宫开始作为具有心理慰藉、社会慈善、社会交往等社会功能为主的民俗信仰场所存在。

## 建筑

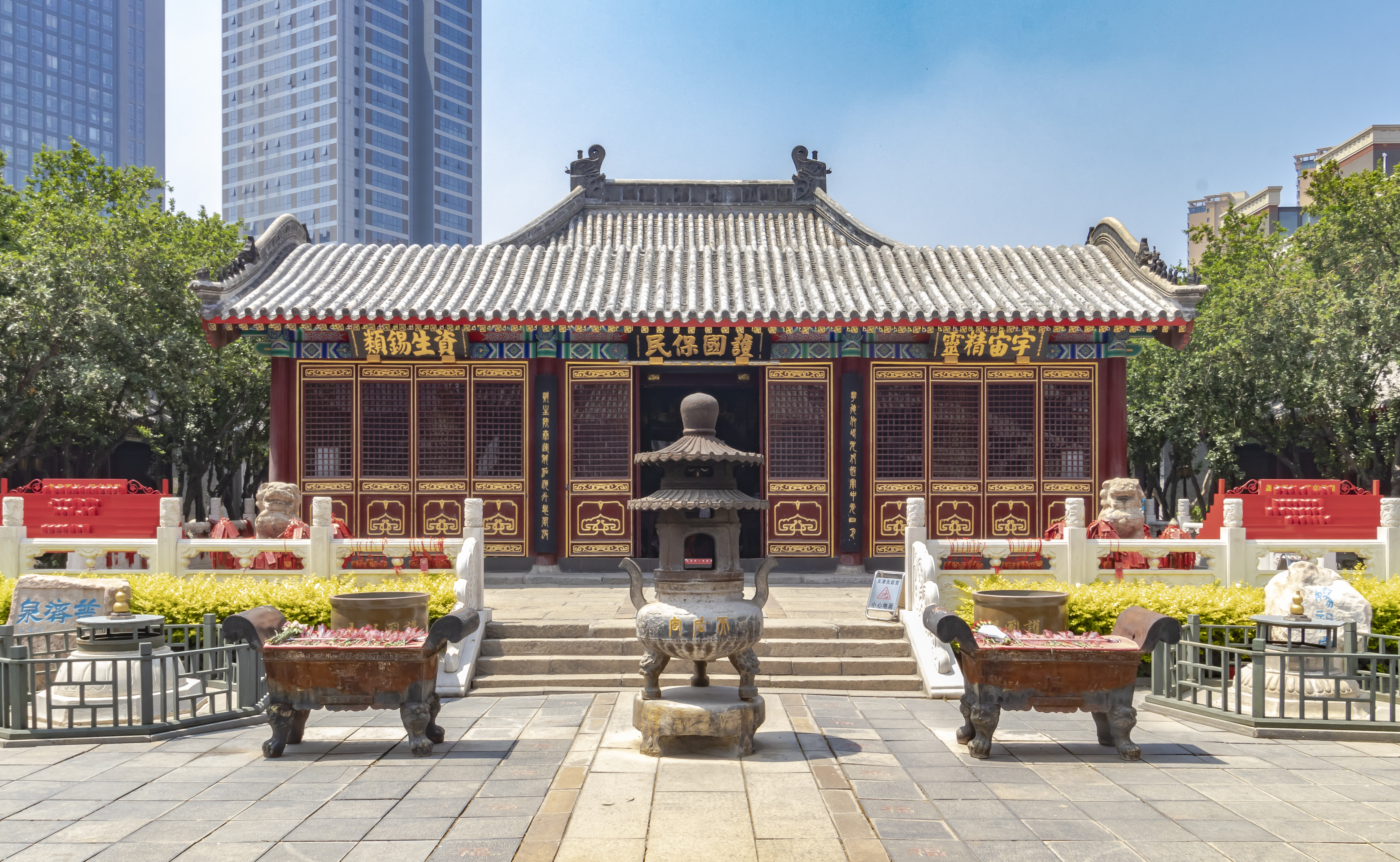
天后宫正殿

天津天后宫俗占地面积为5280平方米，建筑面积为1341平方米。天后宫建筑群坐西朝东，由戏楼、幡杆、山门、牌楼、前殿、正殿、藏经阁、启圣祠、钟鼓楼、配殿和张仙阁组成，之后又新添建了关帝殿和财神殿。其中，正殿内的娘娘塑像高2.7米，两旁设有捧印、抱瓶、打扇恭立的四侍女和一套銮驾。天后宫的山门前矗立有两棵分别高25米和26米的幡杆。

## 天津民俗博物馆
天津民俗博物馆曾将天津天后宫作为主要馆址。1986年，天津民俗博物馆在天津天后宫正式对外开放并成为当时天津首家民俗专业博物馆和中国较早的民俗类专业博物馆。天津民俗博物馆以天后文化为基础、对天津的地域民俗进行挖掘、征集、收藏、研究和展示，并开辟了“漕运与天津城市形成”、“天津婚育习俗”、"商业习俗"等展厅。此后，天津民俗博物馆又相继建成“天后圣迹图”、“妈祖泉”、“普济泉”和“天后文化长廊”等景观并恢复天津皇会、“天后宫传统文化庙会”、“天后诞辰系列纪念活动等天津传统民俗活动。此外，天津民俗博物馆还与北京民俗馆、内蒙古赤峰博物馆、新疆博物院、吉林延边博物馆、法国里尔博物馆等结成友谊单位。2005年，于天津天后宫西南侧建立起建筑面积超过3500平方米的天津民俗博物馆新馆舍。　　　　　　　　　　　　　　　　　　　　　　　　　　　　　　　　　　　

## 地名
“先有天后宫，后有天津城”，天后宫作为天津民俗文化的发祥地也派生出一些老地名，如：“宫北大街”、“宫南大街”、“宫南街道居委会”、“宫北街道居委会”、“宫前街街道居委会”、“宫前二道街”、“宫南里”、“宫南别苑”等。

## 文化习俗

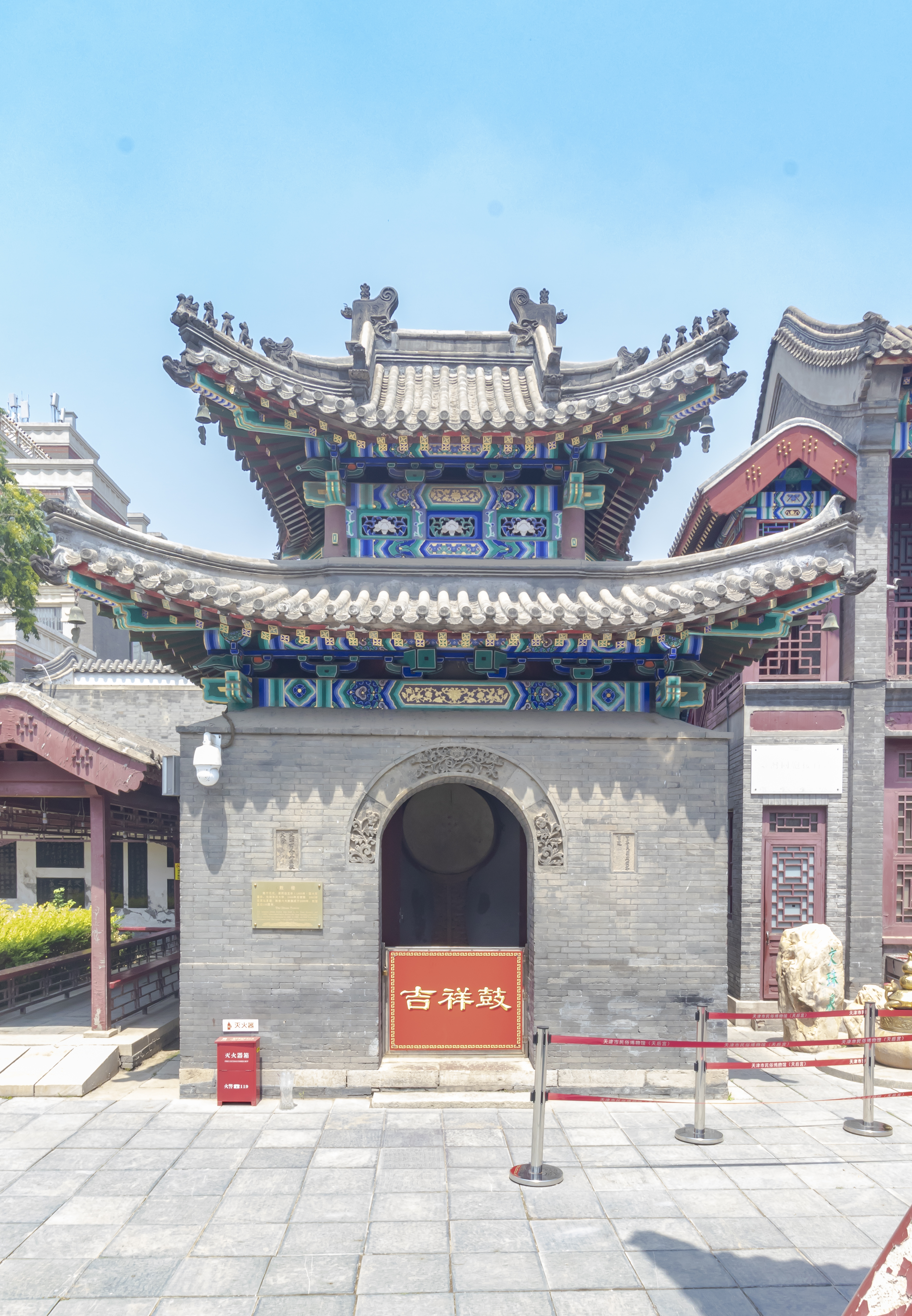
天后宫鼓楼

娘娘宫在天津人的文化生活中有重要的意义。以前，几乎所有天津人在新婚时都必会至娘娘宫，朝拜天后娘娘。天津人观念中，将海神妈祖和送子娘娘混為一体了，他們認為媽祖娘娘能保佑早生贵子，故他們去娘娘宫求取一个泥娃娃，作为自己的孩子，認為這樣可以帶來子嗣。如果一年之中没有生育，会将泥娃娃抱到娘娘宫“洗澡”，也就是换一个更大的泥娃娃，使泥娃娃“长”一岁。如果生育了孩子，会尊泥娃娃为“大哥”，自己行二。因此以前天津人互相尊称“二爷”，没有叫“大爷”的，因为大爷一般都是泥娃娃大哥。（和北京的风俗不同，北京人认为“二爷”都是管家或门房，互相都尊称“大爷”）。天后神像旁有一个小神像被称为王三奶奶，据说是为天后送子的侍女，是一个软身神像，求子嗣的人要摸一下这个神像的手，据说就可以有神效。由于每天有许多人摸，就不能作成泥胎神像，是木制的手臂，穿着布制衣物，头是泥塑的，栩栩如生。

## 内部链接
- 天后宫
- 湄洲媽祖祖廟
- 北港朝天宮
- 天津玉皇閣
- 天津皇会
- 古文化街